# Arpa-Tektir
Arpa-Tektir je vesnice v Ošské oblasti v jichovýchodním Kyrgyzstánu. V roce 2021 zde žilo 2389 obyvatel. Obec leží na jižním břehu řeky Kursab. Nejbližším dalším osídlením je obec Gulcha, která se nachází severozápadně přibližně pět kilometrů daleko. Absolutní výška, ve které se vesnice nachází, činí 1512 metrů nad mořem. Obec nese název po nedaleké stejnojmenné hoře, která dosahuje výšky 2800 metrů nad mořem.

## Demografie obce v čase
Před rokem 2015 žilo v obci Arpa-Tektir méně než 2000 obyvatel. K překonání této hranice došlo v rozmezí let 2015 až 2020. Po roce 2020 počet lidí, kteří v obci bydlí, pomale narůstal a v určité chvíli spíše stagnoval.

## Podnebí v blízkosti obce
Historicky nejdeštivějšími měsíci v obci jsou duben a květen. Nejvyšší teploty byly v blízkosti obce naměřeny v červenci a jednalo se o teploty kolem 28 °C.[zdroj?]

## Dopravní spojení do vesnice
V blízkosti se nachází nejblíže letiště Tokmok, Burana a Tamchy, ovšem jedná o malá letiště bez zřízených mezinárodních linek.